# Ilex congonhinha
Ilex congonhinha är en järneksväxtart som beskrevs av Ludwig Eduard Loesener. Ilex congonhinha ingår i släktet järnekar, och familjen järneksväxter. Inga underarter finns listade i Catalogue of Life.